# Ignacio de Iriarte

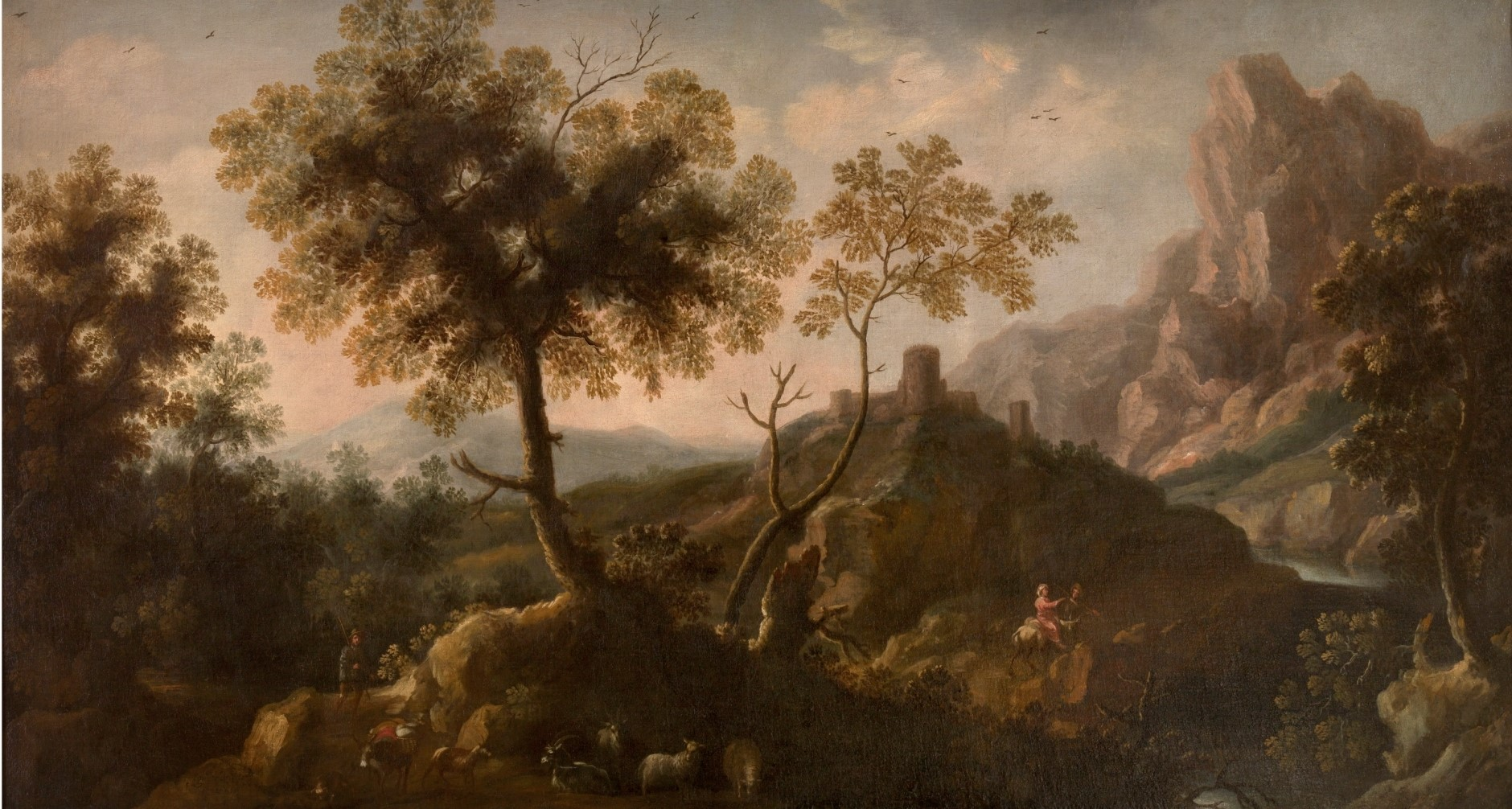
Paisaje con pastores, 1665. Óleo sobre lienzo, 106 x 194 cm. Madrid, Museo Nacional del Prado.

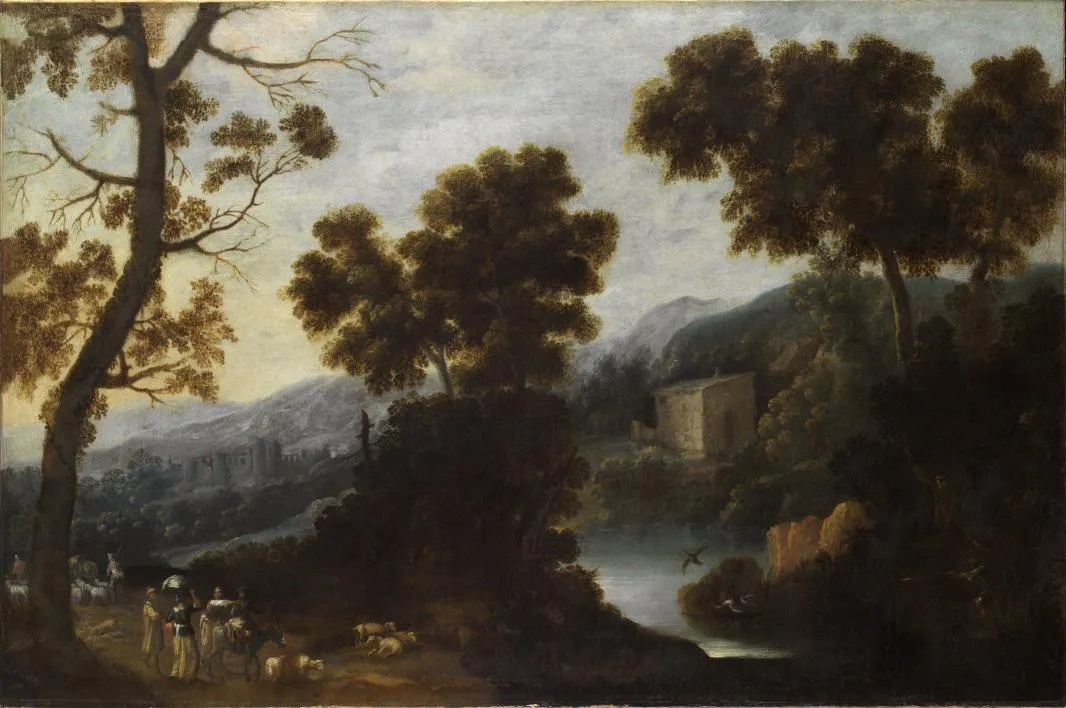
Paisaje con figuras, óleo sobre lienzo, 108 x 163 cm. Bilbao, Museo de Bellas Artes

Ignacio de Iriarte Zabala (Azcoitia, 1621-Sevilla, 1670) fue un pintor barroco español establecido en Sevilla, donde se especializó en la pintura de paisajes. Se le puede considerar el primer artista de origen vasco que alcanzó fama más allá de su tierra. 
Nacido en Azcoitia (Guipúzcoa), se desconocen sus primeros pasos en la pintura hasta que, hacia 1642, decidió trasladarse a Sevilla donde, al parecer, se formó en el taller de Francisco Herrera el Viejo. Allí llegó a dominar el uso de los colores, pero nunca llegó a desenvolverse bien con la figura humana, por lo que determinó dedicarse con preferencia a los paisajes, alentado por la presencia en la ciudad de una colonia de comerciantes nórdicos de gustos burgueses. Con ellos llegaría a obtener gran fama, hasta el punto de que, según Antonio Palomino, Murillo afirmaba que los hacía «por inspiración divina».
En 1646 casó con Doña Francisca de Chaves en Aracena, muerta prematuramente. De vuelta en Sevilla en 1649 contrajo segunda nupcias con María Escobar, natural de Écija, con quien tuvo tres hijas y dos hijos. Fue miembro fundador de la academia de dibujo de Sevilla y su primer secretario en 1660 y de 1667 a 1669. En ella rivalizó con Bartolomé Esteban Murillo, con quien también en alguna ocasión pudo colaborar. Firmó su testamento en Sevilla el 15 de septiembre de 1670 y  fue enterrado en la capilla del Sagrario de la catedral el 27 del mismo mes. El inventario de los bienes dejados a su muerte, fechado el 9 de octubre de 1670, incluía diecinueve cuadros «de diferentes devociones algunos ya acabados y otros comensados todos sin molduras»; además, quizá para su propia devoción, conservaba dos cuadros pequeños con sus molduras, uno de Nuestra Señora del Pópulo y el otro de Nuestra Señora de Belén, pero no se menciona ningún paisaje.
Las obras seguras del pintor, aparte de una modesta Inmaculada firmada en 1664 en la colección March, se reducen a dos paisajes, uno puro, en la colección de los duques de Alba, firmado en 1660, y el Paisaje con pastores del Museo Nacional del Prado, de 1665, a partir de los cuales ha sido posible asignarle otros paisajes de naturaleza pujante, aunque interpretada a partir de grabados y en ocasiones con figuras trabajadas con cierto descuido, entre los que se encuentran cuatro lienzos procedentes de la colección guardados en el Museo del Prado y los conservados en el Museo de Bellas Artes de Bilbao y el Museo del Ermitage de San Petersburgo, así como dos dibujos firmados en el Louvre.